# 로사리오 센트랄
로사리오 센트랄(스페인어: Club Atlético Rosario Central)은 아르헨티나 산타페주의 로사리오를 근거지로 하는 축구 클럽이다.
1889년 12월 24일 영국인들이 만든 센트럴 아르헨티나 철도회사 (Central Argentine Railway company)의 영국 노동자들이 만들었던 Central Argentine Railway Athletic Club이 모태이며, 클럽 초창기에는 계속 영국인들이 주축이 되어 운영되었지만, 1903년 부에노스 아이레스-로사리오 철도 회사로 소유권이 넘어가면서 현재의 이름을 갖게 되었다.
처음에 로사리오 지역리그에서 활동하던 로사리오 센트랄은 숙명의 라이벌 뉴얼스 올드 보이스와 함께 1939년부터 프리메라 디비시온에 참가하였다. 두 팀의 경기는 로사리오 클라시코라 불리며, 아르헨티나 축구에서 매우 중요한 더비 경기 중 하나로 꼽힌다.
로사리오 클라시코는 1942년과 1951년 2부 리그로 두 차례 강등되었으나 이듬해 바로 승격하였고, 프리메라 디비시온에서 모두 네 차례 우승하였다.

## 우승 기록

#### 프리메라 디비시온: 4회
- 1971년 - 나시오날(Nacional)
- 1973년 - 나시오날(Nacional)
- 1980년 - 나시오날(Nacional)
- 1986/87년 - 캄페오나토(Campeonato)

#### 국제 대회: 1회
- 코파 CONMEBOL: 1995년

## 선수 명단

### 현역
참고: FIFA 자격 규정에 따라 소속된 국가대표팀 국기를 표시합니다. 선수는 복수의 FIFA 비회원국 국적을 가지고 있을 수 있습니다.
| 번호 | 포지션 | 국적     | 이름            |
| ---- | ------ | -------- | --------------- |
| 3    | DF     | 파라과이 | 아구스틴 산데스 |

| 번호 | 포지션 | 국적 | 이름 |
| ---- | ------ | ---- | ---- |

## 역대 감독
| 감독                 | 임기        |
| -------------------- | ----------- |
| 비센테 칸타토레      | 1993        |
| 세사르 루이스 메노티 | 2003        |
| 후안 안토니오 피시   | 2011 ~ 2012 |
| 킬리 곤살레스        | 2020 ~      |
| 카를로스 테베스      | 2022        |